# Francisco Gutiérrez Álvarez
Francisco Gutiérrez Álvarez (Baracaldo, 3 de junio de 1980) es un exciclista profesional español. Fue profesional solamente durante dos años, 2003 y 2004. Sus dos temporadas como profesional las corrió para el equipo Cafés Baqué.
Como profesional no consiguió victorias aunque fue un destacado amateur, tanto antes como después de su paso por el profesionalismo, logrando numerosas victorias. Ganó la Copa de España de ciclismo en tres ocasiones (2002, 2005 y 2006), siendo así el ciclista que más veces se ha impuesto en la prueba.

## Palmarés
2002
- 2º en el Campeonato Mundial de Ciclismo en Ruta en Categoría Sub-23

2005
- 3º de la Clasificación General de la Vuelta a Navarra

## Resultados en Grandes Vueltas y Campeonato del Mundo
Durante su carrera deportiva ha conseguido los siguientes puestos en las Grandes Vueltas y en los Campeonatos del Mundo en carretera:
| Carrera         | 2003 | 2004 |
| --------------- | ---- | ---- |
| Giro de Italia  | -    | -    |
| Tour de Francia | -    | -    |
| Vuelta a España | 158º | -    |
| Mundial en Ruta | -2º  | -    |

-: 2

Ab.: Abandono

## Equipos
- Labarca 2-Cafés Baqué (2003)
- Cafés Baqué (2004)